# 1-デオキシノジリマイシン
1-デオキシノジリマイシン (1-Deoxynojirimycin (DNJ)) は、duvoglustatやモラノリン (moranoline) とも呼ばれており、桑の葉に含まれているイミノ糖の一種である。α-グルコシダーゼ阻害剤として知られている。1976年に桑白皮（桑の根皮）から単離された。1-デオキシノジリマイシンは、桑の葉から抽出したハーブティーを醸造することによって少量得ることができるが、商業的関心は、1-デオキシノジリマイシンの高い含有率の桑茶の開発やバチルス種などから生産することができないかなどの研究に向けられている。

## 作用
食後の血糖値上昇抑制、連続摂取しても低血糖を起こさない。